# Huis Zogu
Het huis Zogu is een Albanese dynastie die heersten over het Koninkrijk Albanië. Het werd gesticht door Zogu Pasha die migreerde naar Mati in Albanië in de late 15e eeuw en vervolgens werd aangesteld als gouverneur van Mati door de Ottomaanse Sultan, waarbij de positie van gouverneur erfelijk werd binnen de Zogu-clan. Het voorouderlijk huis van de Zogu's was Kasteel Burgajet.
Het bekendste lid van de dynastie is Zog I, Skanderbeg III, die op 1 september 1928 werd uitgeroepen tot Koning van de Albanzen (Mbret i Shqiptarëvet) en heerste totdat hij werd onttroond door Victor Emanuel III van Italië en de Italiaanse invasie in 1939. Victor Emmanuel besteeg vervolgens de Albanese troon. Koning Zogs zoon was Leka van Albanië, ook bekend als koning Leka I.
Het huidige hoofd van de dynastie is Prins Leka van Albanië, de zoon van Leka van Albanië (1939-2011).

## Huidige situatie
Prins Leka, het huidige hoofd van het koningshuis, heeft geen zonen en is de enige nog levende afstammeling van koning Zog. De huidige vermoedelijke erfgenaam van Prins Leka is Skënder Zogu, zijn achterneef. Na hem komen de volgende mannelijke leden van de Zogoe-familie die momenteel nog in leven zijn die ook erfgenaam zouden kunnen worden:

## Stamboom
- Xhemal Pasha Zogu (1860-1911) ⚭ Sadije Toptani
  - Adile
  - Nafije
  - Senije
  - Myzejen
  - Ruhije
  - Maxhide
  - Z.H. Prins Xhelal Bey Zogu (1881-1944)
    - (1) Skënder Zogu (1933)
    - Mirgin Zogu (1937)
      - Alexandre Zogu (b 1963)
      - Michel Zogu (1966)

  -   Z.M. Koning Zog (1895-1961)
    - Z.M. Koning Leka I (1939-2011)
      -  Z.K.H. Prins Leka II (1982)